# Puerto Quito
Puerto Quito è una parrocchia urbana dell'Ecuador, capoluogo dell'omonimo cantone, nella provincia del Pichincha.